# Mokoš (příjmení)
Mokoš je slovenské příjmení vyskytující se i v Česku. Z maď. mókus/mókos („veverka“).
- Barbora Mokošová (* 1997) – slovenská sportovní gymnastka
- Jozef Mokoš (* 1941) – slovenský spisovatel
- Žofia Mokošová (1927–?) – československá poslankyně

## Ostatní
- Mokoš – slovanská bohyně plodnosti